# Бурса (фільм, 1990)
Бурса (рос. Бурса) — радянський художній фільм 1990 року, знятий режисером Михайла Ведишева. Екранізація однойменої повісті Миколи Помяловського.

## Сюжет
Бурса — духовний навчальний заклад і гуртожиток при ньому, де вчаться бурсаки — різновікові хлопчики і молоді люди, головним чином з сімей церковно і священнослужителів. Начальство широко практикувало тілесні покарання, тому майже за будь-яку провину бурсаків пороли - сікли різками.

## У ролях
- Сергій Максачов — Іпсе
- Геннадій Горячев — Митаха
- Михайло Шашков — Семьонов
- Олександр Краснов — Батька
- Анатолій Гуляєв — Криса

## Знімальна група
- Сценаріст : Михайло Ведишев
- Режисер : Михайло Ведишев
- Оператор : Гульєрмо Аркос, Денис Євстигнєєв, Олександр Мас
- Композитор : Сергій Рахманінов
- Художники : Галина Анфілова, Валерій Іванов